# Porsche WSC-95
Porsche WSC-95 (por vezes referido como o TWR WSC-95)  foi um protótipo de Le Mans projetada pela equipe Tom Walkinshaw Racing (TWR) a partir do chassis do Jaguar XJR-14  e gerido pela equipe de corrida Joest Racing , com apoio técnico da montadora alemã Porsche . Originalmente o protótipo, era destinado a competir na IMSA World Sportscar Championship, porém devido à mudança das regras, foi modificado para competir nas 24 Horas de Le Mans . O protótipo foi vitorioso em duas edições seguidas, as 24 Horas de Le Mans 1996 e de 24 Horas de Le Mans 1997. Em 1998, o WSC-95 foi renomeado para Porsche LMP1-98 e foi baseado no já bem sucedido projeto dos anos anteriores, ingressando na prova francesa das 24 Horas de Le Mans de 1998 como esforço da montadora alemã na categoria LMP .

## Veículos

### WSC-95 #001
- 24 Horas de Le Mans 1996 #7 - Vencedor
- 1997 ISRS Donington Park #7 - Vencedor
- 24 Horas de Le Mans 1997 #7 - Vencedor
- 24 Horas de Le Mans 1998 #7 - Ret
- Petit Le Mans 1998 #77 - 2°

### WSC-95 #002
- 24 Horas de Le Mans 1996 #8 - Ret
- 24 Horas de Le Mans 1997 #8 - Ret